# Western Daily Press
Western Daily Press – dziennik regionalny, adresowany do mieszkańców hrabstw Gloucestershire, Wiltshire i Somerset, jak również dla Bristolu i Bath. Ukazuje się od poniedziałku do piątku, jego redakcja mieści się w Bristolu.
Pismo ma charakter tabloidu i zajmuje się bieżącymi sprawami regionu, rzadko poruszając tematykę polityczną i międzynarodową. Nakład pisma wynosi 49 999 egz. i spada, w roku 2008 obniżył się o 4,9% w porównaniu z rokiem 2007.